# Perophora tokarae
Perophora tokarae is een zakpijpensoort uit de familie van de Perophoridae. De wetenschappelijke naam van de soort is voor het eerst geldig gepubliceerd in 1954 door Tokioka.